# Микули, Кароль
Кароль Микули (пол. Karol Mikuli; 22 октября 1821, Черновцы — 21 мая 1897, Львов) — польский виртуозный пианист, композитор, дирижёр и педагог, основатель Галицкого Музыкального Общества в городе Львове.

## Биография
Кароль Микули — армянин по национальности, родился 22 октября 1821 года в городе Черновцы на Буковине (ныне — Украина) в семье польских армян.
В период с 1844 по 1847 год учился в Париже у Фредерика Шопена. Был первым издателем и пропагандистом произведений Шопена в Львове и во всех польских землях. Давал концерты во Франции, Австрии, России и Румынии. Как директор Львовского (Галицкого) музыкального общества (с 1858), созданного его трудом, он основал Львовскую консерваторию. Кароль Микули был учителем многих музыкантов, в том числе Мечислава Солтыса, позднее профессора и директора Львовской консерватории, украинского композитора Дениса Сичинского, известного польского композитора Станислава Невядомского.
Похоронен на Лычаковском кладбище во Львове.

## Творчество
- Prelude et presto agitato, Op. 1
- Два полонеза, Op. 8

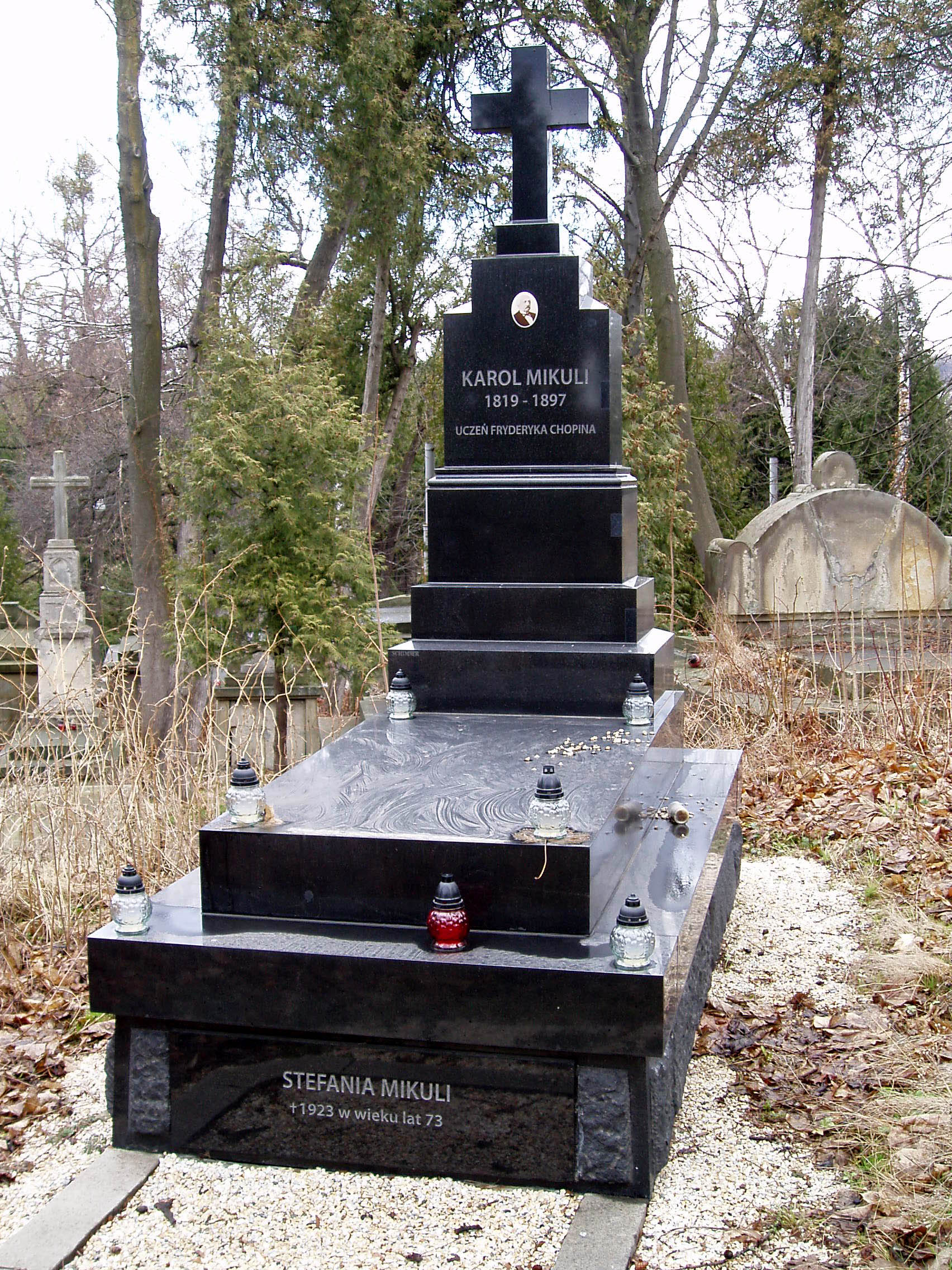
Могила К. Микули на Лычаковском кладбище

- Six pièces pour piano, Op. 9; изд. Spina (Вена)
- Серенада, для кларнета и фортепиано, Op. 22
- Variantes harmoniques sur la gamme d’Ut majeure pour piano à 4 mains, Op. 23; изд. Kistner (Лейпциг)
- Pieces pour piano, Op. 24
- Paraphrase sur un ancien chant de Noël polonais pour 4 voix avec instruments á cordes et orgue, Op. 31
- Два духовных песнопения, для мужского хора и солистов, Op. 32
- Veni creator, для смешанного хора и органа, Op. 33
- Скерцино для трёх скрипок
- Die Reue, для баритона и струнного оркестра
- 43 Airs nationaux roumains, для оркестра (тж. арр. для ф-но)

## Награды
- Рыцарский крест Императорского австрийского ордена Франца Иосифа (1889)[7].

## CD—записи

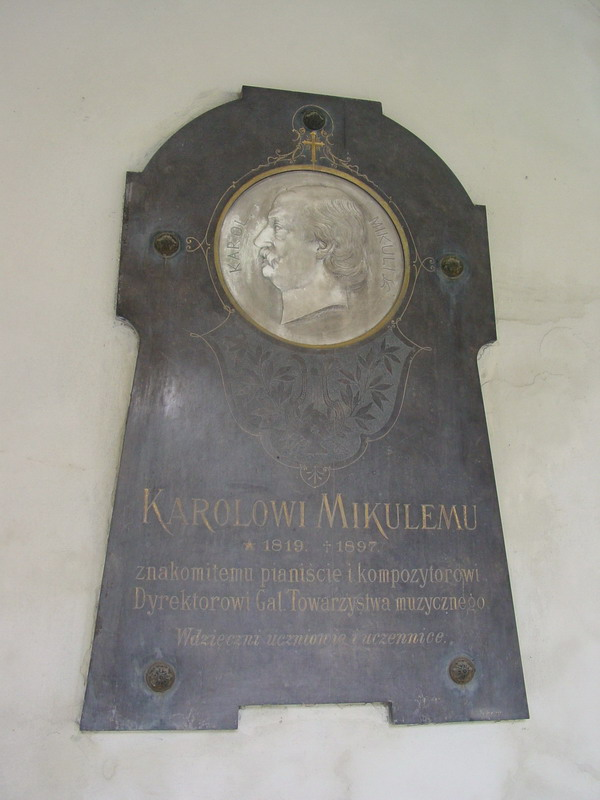
Мемориальная доска на стене Армянского кафедрального собора во Львове

- Karol Radziwonowicz: Karol Mikuli — Произведения для фортепиано